# Weitalm
Die Weitalm (auch: Kienbergalm) ist eine Alm in der Gemeinde Unterwössen.
Ein Kaser der Weitalm steht unter Denkmalschutz und ist unter der Nummer D-1-89-160-43 in die Bayerische Denkmalliste eingetragen.

## Baubeschreibung
Beim Moarkaser handelt es sich um ein Gebäude mit verputztem Mauerwerk mit Blockbaugiebel, die Firstpfette ist mit dem Jahr 1816 bezeichnet.
Außer dem Moarkaser befinden sich die Enzianhütte, der Gatterer-Ruhlander-Doppelkaser, der Ruhlanderkaser, der Gattererkaser und das Hochgernhaus auf der Weitalm. Der Agerkaser ist inzwischen abgegangen.

## Heutige Nutzung
Die Weitalm ist bestoßen, Enzianhütte und Hochgernhaus sind bewirtet.

## Lage
Die Weitalm befindet sich im Gebiet des Hochgern auf einer Höhe von etwa 1460 m ü. NN am Südhang des Zwölferspitz.